# Carcinops penatii
Carcinops penatii är en skalbaggsart som beskrevs av Zhang och Zhou 2007. Carcinops penatii ingår i släktet Carcinops och familjen stumpbaggar. Inga underarter finns listade i Catalogue of Life.